# Snøhetta

Ópera de Oslo

Snøhetta es un estudio de arquitectura noruego fundado en 1989 por Inge Dahlman, Berit Hartveit, Johan Johan Østengen, Alf Haukeland, Vanko Varbanov Øyvind Mo y Kjetil Trædal Thorsen. Está constituido como una sociedad por acciones bautizada con el nombre de Snøhetta Arkitektur Landskap AS. Desde su fundación hasta la actualidad, el estudio ha evolucionado, quedando organizado con un esquema compuesto por dos directores y cuatro socios y repartiendo sus sedes entre Oslo y Nueva York, en las que trabajan, en total, 200 personas. En la actualidad está dirigido por Craig Dykers y Kjetil Trædal Thorsen.
Acometen proyectos de arquitectura, diseño interior y paisajismo, y su producción se centra mayoritariamente en la elaboración de proyectos los cuales se caracterizan, precisamente, por la relación que en ellos establecen entre arquitectura y paisajismo, aunque también se sumergen en proyectos de diseño de producto y diseño industrial, haciendo visible la versatilidad del grupo.

## Proyectos relevantes
- San Francisco Museum of Modern Art, San Francisco, Estados Unidos, 2013-2016
- Norwegian Wild Reindeer Center Pavilion, Dovrejfell, Noruega, 2009-2011
- Ópera de Oslo, Noruega, 2008
- Biblioteca de Alejandría, Alejandría, Egipto, 1988-2002
- Under, en Lindesnes, Noruega.

## Galería

Bibliotheca Alexandrina
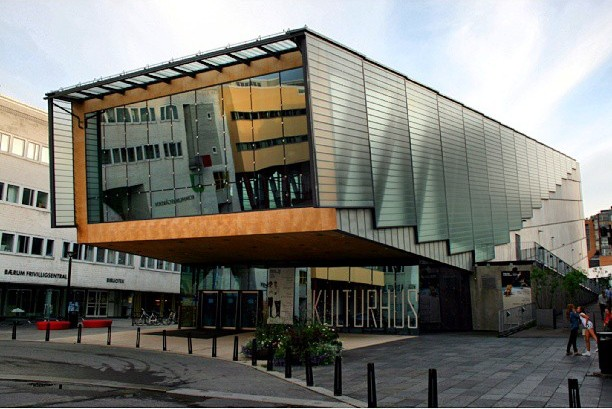
Casa de la cultura de Bærum
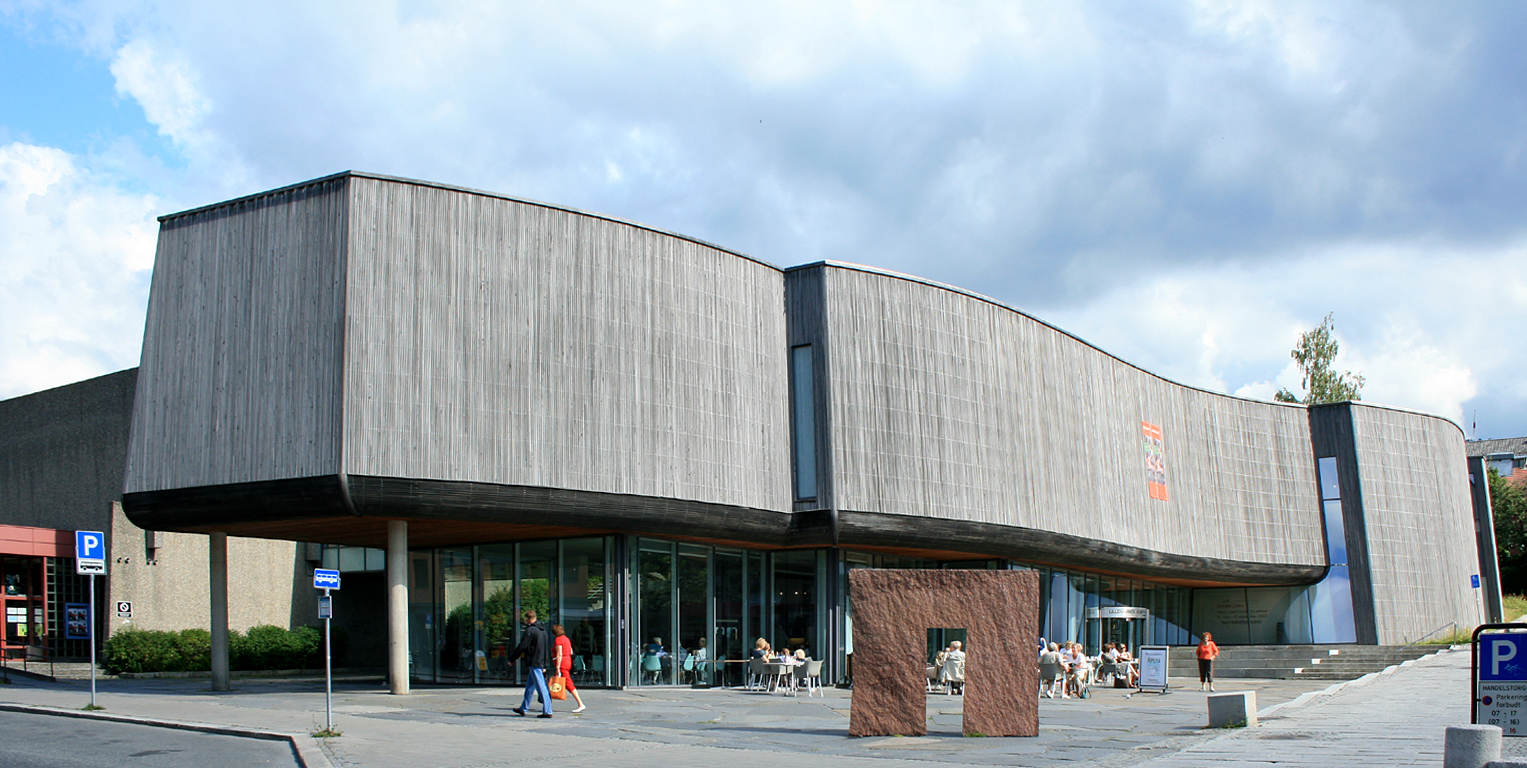
Museo de arte de Lillehammer